# Románia hegyeinek listája
Románia fontosabb hegycsúcsai
| Hegycsúcs            | Hegység                    | Megye                       | Magasság (m) |
| -------------------- | -------------------------- | --------------------------- | ------------ |
| Moldoveanu-csúcs     | Fogarasi-havasok           | Argeș                       | 2544         |
| Negoj                | Fogarasi-havasok           | Argeș, Szeben               | 2535         |
| Nagy-Vistea          | Fogarasi-havasok           | Argeș, Brassó               | 2527         |
| Lespezi              | Fogarasi-havasok           | Argeș, Szeben               | 2522         |
| Nagy-Páring          | Páring-hegység             | Gorj, Hunyad                | 2519         |
| Pelága-csúcs         | Retyezát-hegység           | Hunyad                      | 2509         |
| Papusa               | Retyezát-hegység           | Hunyad                      | 2508         |
| Buteanu              | Fogarasi-havasok           | Argeș, Szeben               | 2507         |
| Omu-csúcs            | Bucsecs-hegység            | Prahova, Brassó, Dâmbovița  | 2505         |
| Cornul Călţunului    | Fogarasi-havasok           | Argeș                       | 2505         |
| Retyezát-csúcs       | Retyezát-hegység           | Hunyad                      | 2482         |
| Nagy-Jézer           | Jézer-hegység              | Argeș                       | 2462         |
| Papusa               | Jézer-hegység              | Argeș                       | 2391         |
| Nagy-Pietrosz        | Radnai-havasok             | Máramaros                   | 2303         |
| Gugu                 | Godján-hegység             | Krassó-Szörény, Hunyad      | 2291         |
| Szuru                | Fogarasi-havasok           | Szeben, Vâlcea              | 2283         |
| Ünő-kő               | Radnai-havasok             | Beszterce-Naszód            | 2279         |
| Csindrel             | Csindrel-hegység           | Szeben                      | 2244         |
| Steflesti            | Lotru-hegység              | Szeben, Vâlcea              | 2242         |
| La Om                | Királykő-hegység           | Brassó                      | 2238         |
| Godján               | Godján-hegység             | Krassó-Szörény, Gorj        | 2229         |
| Caleanu              | Szárkő-hegység             | Krassó-Szörény              | 2190         |
| Szárkő               | Szárkő-hegység             | Krassó-Szörény              | 2190         |
| Leaota               | Leaota-hegység             | Dâmbovița, Argeș            | 2133         |
| Vârfu lui Patru      | Surján-hegység             | Hunyad                      | 2130         |
| Ursu                 | Căpățâna-hegység           | Vâlcea                      | 2124         |
| Pietrosz             | Kelemen-havasok            | Suceava, Maros              | 2100         |
| Surján               | Surján-hegység             | Hunyad                      | 2059         |
| Kelemen-forrás-csúcs | Kelemen-havasok            | Hargita, Szuceava           | 2059         |
| Farcău               | Máramarosi-havasok         | Máramaros                   | 1956         |
| Csukás-hegy          | Csukás-hegység             | Brassó, Prahova             | 1954         |
| Toronyága            | Máramarosi-havasok         | Máramaros                   | 1930         |
| Ocolasu Mare         | Csalhó                     | Neamț                       | 1907         |
| Toaca                | Csalhó                     | Neamț                       | 1900         |
| Straja               | Vulkán-hegység             | Gorj, Hunyad                | 1868         |
| Budak                | Besztercei-havasok         | Neamț, Suceava              | 1859         |
| Gyamaló              | Ráró-hegység               | Suceava                     | 1856         |
| Nagy-Bihar           | Bihar-hegység              | Bihar, Fehér                | 1849         |
| Nagykőhavas          | Barcasági-hegyek           | Brassó                      | 1843         |
| Cibles               | Cibles                     | Máramaros, Beszterce-Naszód | 1839         |
| Vigyázó-csúcs        | Kalota-havas               | Kolozs                      | 1836         |
| Öreg-havas           | Gyalui-havasok             | Fehér, Kolozs               | 1826         |
| Madarasi-Hargita     | Hargita-hegység            | Hargita                     | 1800         |
| Keresztényhavas      | Barcasági-hegyek           | Brassó                      | 1799         |
| Nagy-Hagymás         | Gyergyói-havasok           | Hargita, Neamț (határvita)  | 1792         |
| Pietrosu             | Besztercei-havasok         | Suceava                     | 1791         |
| Gór-havas            | Háromszéki-havasok         | Buzău, Vrancea              | 1784         |
| Lakóca               | Háromszéki-havasok         | Kovászna, Vrancea           | 1777         |
| Mezőhavas            | Görgényi-havasok           | Maros                       | 1776         |
| Pintilő              | Pintilő-hegység            | Buzău                       | 1772         |
| Vlascu Mic           | Csernai-havasok            | Krassó-Szörény              | 1733         |
| Cozia                | Cozia-hegység              | Vâlcea                      | 1668         |
| Tar-havas            | Tarkő-hegység              | Bákó                        | 1664         |
| Ráró                 | Ráró-hegység               | Suceava                     | 1650         |
| Nagy-Nemere          | Nemere-hegység             | Bákó                        | 1649         |
| Lucina               | Bukovinai-Obcsinák         | Suceava                     | 1588         |
| Kakukk-hegy          | Hargita-hegység            | Hargita, Kovászna           | 1558         |
| Bivolu               | Esztena-hegység            | Neamț                       | 1530         |
| Pascani              | Bukovinai-Obcsinák         | Suceava                     | 1495         |
| Vârfu lui Stan       | Mehedinc-hegység           | Mehedinți                   | 1466         |
| Szemenik             | Krassó-Szörényi-érchegység | Krassó-Szörény              | 1447         |
| Gutin                | Gutin-hegység              | Máramaros                   | 1443         |
| Poienica             | Erdélyi-érchegység         | Fehér                       | 1437         |
| Pádis                | Ruszka-havas               | Temes, Krassó-Szörény       | 1374         |
| Dimbó-csúcs          | Torockói-hegység           | Fehér                       | 1369         |
| Rozsály-hegy         | Gutin-hegység              | Máramarosi-havasok          | 1307         |
| Nagy-Csomád          | Hargita-hegység            | Hargita                     | 1301         |
| Svinecea Mare        | Almás-hegység              | Krassó-Szörény              | 1224         |
| Leordis              | Krassó-Szörényi-érchegység | Krassó-Szörény              | 1160         |
| Kopasz Detonáta      | Erdélyi-érchegység         | Fehér                       | 1158         |
| Plesu                | Király-erdő hegység        | Bihar                       | 1112         |
| Várhegy              | Persány-hegység            | Brassó                      | 1104         |
| Bálványosvár         | Torjai-hegység             | Kovászna                    | 1056         |
| Görgő-csúcs          | Baróti-hegység             | Kovászna                    | 1017         |
| Nagy-Murgó           | Hargita-hegység            | Kovászna                    | 1016         |
| Magura Priei         | Meszes-hegység             | Szilágy                     | 996          |
| Cenk                 | Keresztényhavas            | Brassó                      | 955          |
| Terbete              | Meszes-hegység             | Szilágy                     | 868          |
| Drócsa               | Zarándi-hegység            | Arad                        | 836          |
| Bükkfej              | Baróti-hegység             | Kovászna                    | 819          |
| Tutuiatu             | Macin-hegység              | Tulcea                      | 467          |